# 銃夢ハンドル事件
銃夢ハンドル事件（がんむハンドルじけん）は、2000年に漫画『銃夢』の作者の弟が、「銃夢」という文字を含んだハンドルを偶然使用していた無関係の人物に対して、「作品名と類似している」としてハンドルの使用中止を要求したことに端を発した一連の騒動である。
2000年3月16日、漫画家木城ゆきとの公式サイト『ゆきとぴあ』を管理していた実弟が兄の意を体し、連載作品『銃夢』のタイトルが含まれた「××銃夢」（××は伏字）というハンドルを以前から使用していた無関係の人物に対し、「著作権や商標などを侵害している」「混同の恐れがある」としてハンドルの使用中止を要求する電子メールを送った。この人物は要求を受け入れてハンドルを変更し、これに伴う修正のために自身のウェブサイト（内容はまったく無関係）を一時閉鎖した。また、『ほごのま』と称するガイドラインにおいて、この電子メールと、それに準じた内容の著作権に関する規約、各キャラクター名を商標登録する意思を『ゆきとぴあ』上に掲載した。
2ちゃんねるを中心にネット上では批判が噴出し、騒動は雑誌『週刊宝島』でも取り上げられ、問題点について検証するサイトも登場した
。『銃夢』の出版元である集英社のサイトにも抗議が殺到し、同社サイトの運営に支障を来たす事態になった。他人のハンドルネームの使用中止を曖昧な法的根拠で求める一方で、公式サイト『ゆきとぴあ』の名称が他者のもつ「ゆきとぴあ」の商標権を侵害しているのではないかとの疑いも浮上した。
『ゆきとぴあ』では荒らし行為が続いていたが、その後に木城ゆきとや関係者は方針を変更し、2000年5月には謝意を表すために『ゆきとぴあ』を一時休止したほか、ハンドルを使用していた人物に面会して謝罪し、和解を申し入れた。また、事件当初に掲載されていたガイドラインは撤回され、『ゆきとぴあ』の商標をもっていた会社に使用許可を正式に申し入れ、同社もこれを受け入れて商標問題も解決したことから、事件は収束に向かった。